# Alet
Alet (o Alet dels Banhs; en francès, Alet-les-Bains) és un municipi de França de la regió d'Occitània, al departament de l'Aude, al districte i al cantó de Limós, dins el País de Coisan.
Alet fou un monestir dedicat a Santa Maria, fundat el 813 per donació de Berà, comte de Rasès, sobre un convent que ja existia el 526 (Vicus Electus), i que va adoptar la regla benedictina el 817. El 1050 s'esmenta com a Monasterium Beatae Mariae virginis quod vocatur Ellectus, i d'Ellectus va derivar Eleit i posteriorment Alet. Cap al final del segle xii l'abat Pons Amiel va fer emmurallar l'abadia i la vila de la vora. Al temps dels càtars el Papa Joan XXII va decidir escindir el bisbat de Carcassona en dos, i va crear el d'Alet el 1308; l'abadia va passar a ser-ne la catedral, i els abats, comtes d'Alet. Aviat la catedral va sofrir destrosses per diverses guerres, sobretot dels hugonots el 1573, i es va degradar fins a la Revolució Francesa, en què fou confiscada i venuda, i va ser gairebé destruïda. A mitjan segle xix es van començar a explotar les aigües termals i la vila va conèixer una expansió i va arribar a dos mil habitants, però el 1950 ja només en quedaven 800.
La població actual n'és de 500 habitants, està situada a 204 metres sobre el nivell del mar i el terme té una superfície de 2.354 hectàrees
La vila reivindica que la família de Miquel de Nòstradama, conegut com a Nostradamus, uns jueus conversos, s'hi van establir, i a una casa se li dona el nom de la Casa del Jueu, tot deixant entendre que podria ser la de Nostradamus o de la seva família.

## Patrimoni cultural
- Abadia de Nostra Senyora d'Alet, monestir benedictí catalogat com a monument històric.